# 제프 케펜
제프 케펜(1974년 1월 31일 ~ )은 LG 트윈스에서 뛰었던 미국의 야구 선수다.

## 출신 학교
- 센트럴 귀넷 고등학교
- 조지아 서던 대학교